# كمر غاب (زاز الغربي)
کمر غاب (بالفارسية: کمرگپ) هي قرية تقع في إيران في قسم زاز الغربي الریفي. يقدر عدد سكانها بـ 254 نسمة .